# Battaglia di Laval
La battaglia di Laval è stata una battaglia della Prima Guerra di Vandea combattuta il 22 ottobre 1793 a Laval.

## Antefatto
Dopo avere attraversato la Loira, i vandeani avevano occupato Varades dove i loro ufficiali si erano riuniti in consiglio il 19 ottobre. Il generalissimo Maurice d'Elbée era ferito e non partecipò alla riunione, si decise quindi di eleggere un nuovo generalissimo dell'esercito cattolico e reale, venne quindi proposto Louis Marie de Lescure, ma declinò l'offerta perché la sua ferita era troppo grave, propose quindi di nominare il cugino Henri de La Rochejaquelein, che dopo un momento di esitazione finì per accettare, e diventò così, a soli 21 anni, il generalissimo dell'armata vandeana.
Eletto il nuovo generalissimo, si passò quindi ad analizzare la situazione e decidere cosa fare in seguito. Venne deciso di fare insorgere gli abitanti della Bretagna e del Maine e Loira, per lo più favorevoli ai monarchici, in modo da riprendere contatto con François Charette, Lescure propose di andare su Nantes la cui guarnigione era molto ridotta, ma Antoine de Talmont, che possedeva numerose terre nel Maine, propose di prendere Laval perché con l'influenza che esercitava sugli abitanti di quella regione, diceva che sarebbe riuscito a far insorgere decine di migliaia di uomini.

## La battaglia
La Rochejaquelein approvò il consiglio di Talmont e il 20 ottobre l'armata si mise in marcia per Laval. Sul suo passaggio sconfissero facilmente le deboli guarnigioni di Ingrandes e Candé il giorno stesso, quindi quelle di Segré e Château-Gontier il 21 ottobre.
Il 22 ottobre i vandeani erano davanti a Laval, difesa però da 15 000 uomini, ma i repubblicani non opposero una forte resistenza e il primo attacco vandeano costrinse il generale Letourneur a ordinare la ritirata, ma le sue truppe andarono in rotta e si dispersero nelle campagne. Tutte queste vittorie ottenute con molta facilità, aumentarono il morale dei Vandeani, che a Laval ricevettero una buona accoglienza dagli abitanti che fornirono l'esercito di viveri e rifornimenti. I generali vandeani decisero così di restare alcuni giorni a Laval con lo scopo di attendere i rinforzi e di fare riposare le truppe, stanche dalle lunghe marce dei giorni precedenti.
Durante questo tempo, anche l'esercito dell'Ovest attraversò la Loira ad Angers e Nantes il 22 ottobre, lasciando indietro solo Nicolas Haxo per combattere Charette.